# Samsung Galaxy Tab 3 7.0
La Samsung Galaxy Tab 3 7.0 es una tableta basada en Android de 7 pulgadas producida y comercializada por Samsung Electronics. Pertenece a la tercera generación de la serie Samsung Galaxy Tab, que también incluye la Galaxy Tab 3 8.0 de 8 pulgadas y la Galaxy Tab 3 10.1 de 10.8 pulgadas. Se anunció el 29 de abril de 2013 y se lanzó en los EE. UU. el 7 de julio de 2013.

## Historia
La Galaxy Tab 3 7.0 se anunció el 24 de junio de 2013. Se mostró junto con la Galaxy Tab 3 10.1 en la Mobile World Conference de 2013. Samsung confirmó que la Galaxy Tab 3 7.0 sería lanzada el 7 de julio, con un precio de $199 para el modelo de 8GB.

## Características
El actualizar a Android 4.4.2 KitKat en septiembre de 2014 no es compatible con Miracast (pantalla Wi-Fi). La Galaxy Tab 3 7.0 se lanzó con Android 4.1.2 Jelly Bean. Pero el modelo Wi-Fi también ha recibido la actualización de Android 4.4.2. Samsung ha personalizado la interfaz con su software TouchWiz UX. Además de las aplicaciones de Google, como Google Play, Gmail y YouTube, tiene acceso a aplicaciones de Samsung como ChatON, Smart Remote (Peel), S Voice, Group Play[cita requerida], multiventana y All Share Play.
La Galaxy Tab 3 7.0 está disponible en solo Wi-Fi, Wi-Fi con IR Blaster según la región, variantes 3G y Wi-Fi y 4G/LTE. El almacenamiento interno varía de 8 GB a 32 GB, según el modelo, con una ranura para tarjeta microSD para expansión (hasta 64 GB). Tiene una pantalla TFT LCD de 7 pulgadas con una resolución de 1024x600 píxeles y cámaras frontal y trasera.

## Recepción
La recepción de la Galaxy Tab 3 7.0 ha sido generalmente mixta. El crítico de PC World Australia, Ross Catanzariti, comentó: «La Galaxy Tab 3 7.0 es una mejora de la Galaxy Tab 2 7.0, pero no hay muchas novedades». Tanto Catanzariti como Vince Lockford de blog.gsmarena elogiaron el tamaño más delgado y el peso más liviano del dispositivo, así como el lenguaje de diseño unificado de Samsung que también se usa en las series S4 y Note. Al igual que su predecesor, se hicieron algunas críticas sobre la calidad de la pantalla, Lockford la describió como «sosa y poco inspiradora», y Nic Healey de CNET Australia la criticó como «básica y sencilla» en comparación con la Google Nexus 7 de 2013, aunque de cualquier modo recalcó que vale la pena echarle un vistazo.

## Ediciones especiales
Como edición especial de esta tableta, Samsung también lanzó una edición Hello Kitty en noviembre de 2013.
Otra edición especial es la Samsung Galaxy Tab 3 Kids Edition. Esta es una tableta para niños que tiene todas las características normales de la tableta, pero tiene una interfaz de usuario adicional para niños además de la carcasa protectora. Fue lanzada el 10 de noviembre de 2013.